# تری مک‌گاورن (هنرپیشه)
تری مک‌گاورن (انگلیسی: Terry McGovern؛ زادهٔ ۱۱ مهٔ ۱۹۴۲) یک هنرپیشه، و صدا پیشه اهل ایالات متحده آمریکا است. وی از سال ۱۹۶۵ میلادی تاکنون مشغول فعالیت بوده‌است.
از فیلم‌ها یا برنامه‌های تلویزیونی که وی در آن نقش داشته است می‌توان به ماجراهای اردک: چراغ جادو اشاره کرد.